# Horna

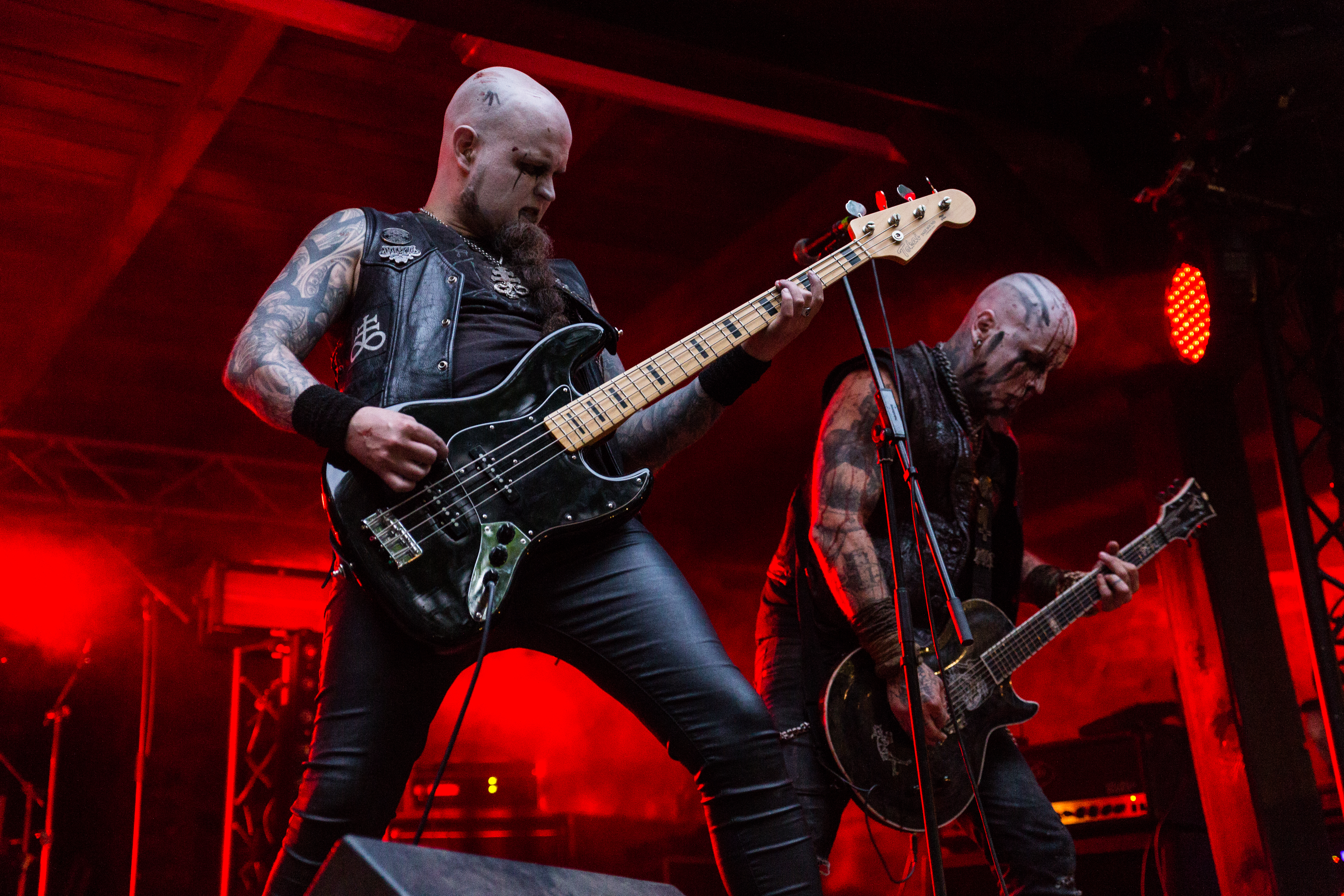
Horna auf dem Dark Troll Festival 2018

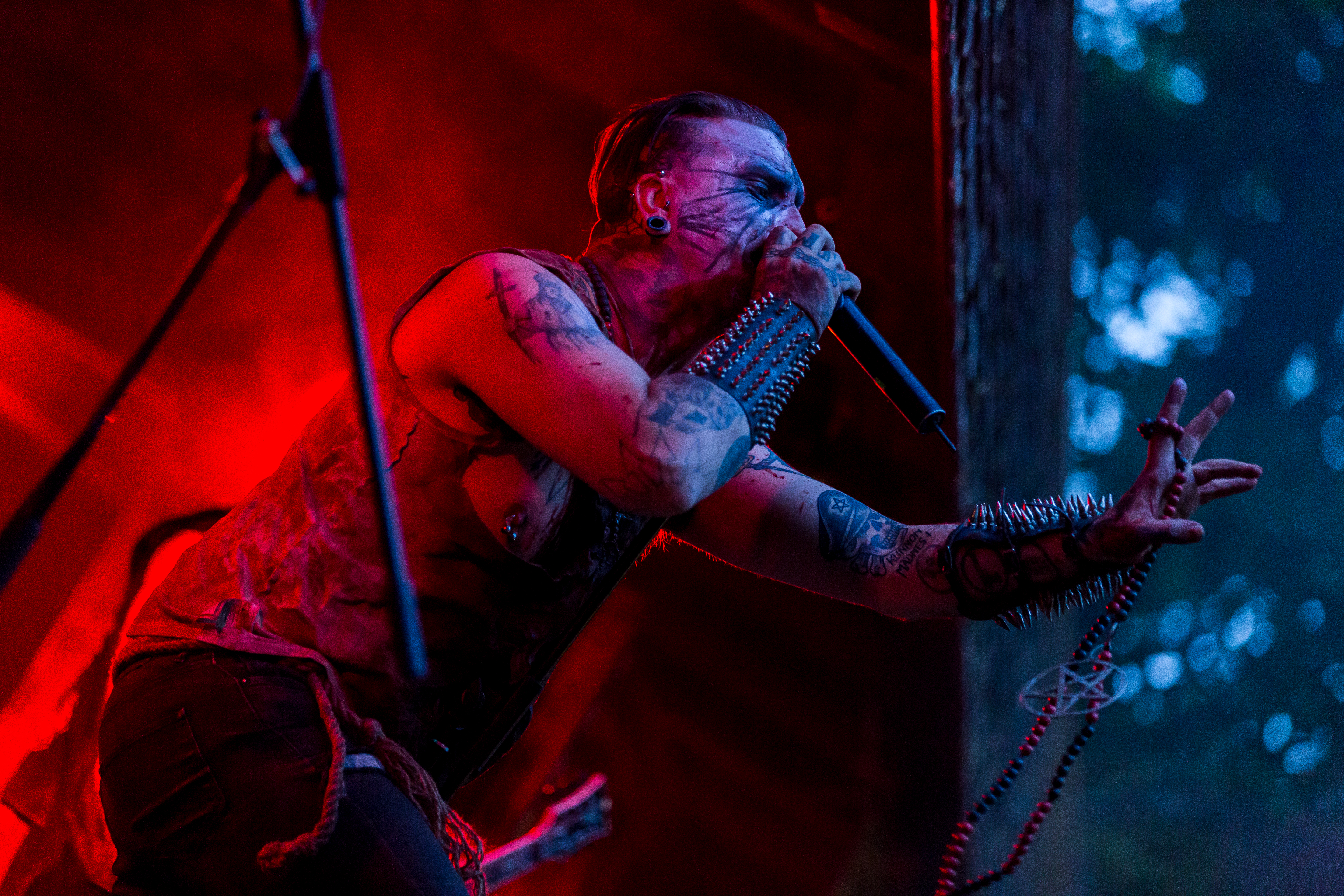
Sänger Spellgoth auf dem Dark Troll Festival 2018

Horna ist eine finnische Black-Metal-Band. Der Name stammt aus dem Finnischen und kann als ‚Hölle‘ oder ‚Abgrund‘ übersetzt werden. Die vom Gitarristen Shatraug verfassten Texte sind ausschließlich in finnischer Sprache verfasst, nur wenige Stücke haben englische Titel. Während ihres Werdegangs wechselte die Band mehrere Male ihre Plattenfirma, wobei ihre Splits und EPs fast ausschließlich auf wiederum anderen Plattenfirmen erschienen. Außerdem ersetzte Shatraug häufig die Mitglieder seiner Band, die nicht genügend Motivation mitbrachten. Seit 2011 steht die Band beim deutschen Label W.T.C. Productions unter Vertrag.

## Geschichte
Die Band wurde 1993 von Shatraug und Moredhel (Jyri Vahvanen, der spätere Gründer von Battlelore) in Lappeenranta gegründet. Ein Jahr später kam der Schlagzeuger Gorthaur hinzu. Dies bildete die Besetzung für die erste Demoaufnahme, die 1995 unter dem Namen Varjoissa (finnisch: ‚In den Schatten‘) erschien. Shatraug bezeichnete die Aufnahme nachträglich allerdings als wertlos.
Ein weiteres Jahr später kam Nazgul zur Band, der besser bekannt unter seinem späteren Pseudonym Satanic Tyrant Werewolf ist. 1997 veröffentlichte die Band ihr zweites Demo Hiidentorni (Finnisch: ‚Turm der Dämonen‘), welches im selben Jahr von Solistitium Records als Debütalbum wiederveröffentlicht wurde. Dort erschienen auch die beiden folgenden Alben Kohti yhdeksän nousua und Haudankylmyyden mailla, mit dem die Band unzufrieden war; sie spielt mit Ausnahme des auch auf der Sota-EP veröffentlichten Material keines der Stücke live und erwägt auch keinerlei Neuaufnahmen.
Danach veröffentlichte Horna mehrere EPs und Split-EPs auf unterschiedlichen Labels (die Split-EP auf Dark Horizon Records sollte ursprünglich mit Crucifier sein, stattdessen erschien Fog auf der anderen Seite der EP) und wechselte zu Woodcut, da sie der Ansicht war, Solistitium Records könne ihr nicht mehr die beste Unterstützung geben; Woodcut kaufte Solistitium Records die Rechte an den Horna-Alben ab und bekam auch die für weiteres früheres Material mit Ausnahme von Haudankylmyyden mailla. Für die Wiederveröffentlichung des ersten Albums nahm Horna fünf neue Stücke unter dem Titel Ordo regnum Sathanas auf, neben diesen und Hiidentorni erschienen 2000 Kohti yhdeksän nousua und einige Stücke der 1999 von Oskorei Productions veröffentlichten 10"-EP Perimä vihassa ja verikostossa zusammen als Doppel-CD, obwohl der Vertrag mit Oskorei besagte, dass diese Stücke niemals auf CD erscheinen sollten; deshalb forderte Shatraug, dass mindestens die Hälfte des Materials entfernt werde; allerdings erschienen letztlich drei der fünf Stücke auf CD. Außerdem sah Shatraug keinen Sinn in der Wiederveröffentlichung des Materials, da es die Band nicht mehr repräsentiere; die einzige Entscheidung der Band habe in der Auswahl des Bonusmaterial gelegen. Die Doppel-CD stehe als letztes Zeichen dieser Alben. Dennoch gab er an, das Verhältnis zu Woodcut sei gut, das Label habe für Horna gute Arbeit geleistet und die Band werde dort bleiben, bis es Gründe für einen erneuten Wechsel gebe. Im selben Jahr verließ Moredhel die Band. Eine Zeitlang betrieb Shatraug das Label Warmoon Records, auf dem er ausschließlich satanistischen, rohen Black Metal mit schlechtem Klang veröffentlichte; nachträglich bezeichnete er es als nur halb ernstes Kassettenlabel, mit Grievantee Productions habe er die Dinge einen Schritt weiter gebracht.
Nach dem vierten Album Sudentaival (Finnisch: ‚Pfad der Wölfe‘) verließ Nazgul die Band aus personellen Gründen, Mangel an Motivation und um sich nun vollends seinem Soloprojekt Satanic Warmaster zu widmen. Er wurde durch Corvus ersetzt, der bis 2010 Teil ihrer Besetzung war. Nach einigen Problemen mit Woodcut beendete Horna die Zusammenarbeit, weil das Label einen US-Lizenz-Vertrag mit The End Records abgeschlossen hatte, ohne die Band vorher zu fragen. Auch bereut Shatraug die Zusammenarbeit mit Lookingglassblack, wo ihre Split-EP mit Ouroboros erschienen war. 2003 stieß der Leadgitarrist Saturnus zu Horna. Ab 2005 veröffentlichte Horna beim französischen Label Debemur Morti Productions, mit dessen Manager Void Shatraug sein Jahren befreundet war; dieser überzeugte ihn auf der Behexen-Tournee, auf der Shatraug Bass spielte. Sie schlossen einen Vertrag über zwei Alben ab, außerdem sollte dort auch die gemeinsame Split-LP von Horna und Behexen wiederveröffentlicht werden was 2006 geschah. Trotz der Probleme mit den Plattenlabels entschied Shatraug sich nicht, die Band nur noch über auf seinem eigenen Label Grievantee veröffentlichen zu lassen, da Debemur Morti sich besser um Hornas Promotion kümmern könne als er selbst, mit seinen Bemühungen und Finanzen widme er sich lieber anderen Bands.
2005 musste Gorthaur die Band verlassen, da er zu selten zu den Proben kam. Er wurde durch Ravenum ersetzt, der Horna wegen einer Armverletzung verlassen musste, wegen der er keine langen Live-Auftritte mehr spielen kann, und wurde durch Vainaja ersetzt, der auch bei Vitsaus spielt. Nachdem Horna anfangs Shatraugs Vision war und alle anderen Mitglieder mehr oder weniger unter seiner Führung standen, änderte sich dies infolge der Schlagzeugerprobleme; Shatraug kündigte an, künftig werde es unter dem Namen Horna keine seiner Solokreationen mehr geben, sondern eine vollwertige Band, deren Mitglieder sich alle einbringen, was zuerst auf der geplanten Split-LP mit Sacrificia Mortuorum zu hören sein würde. Diese kam 2007 heraus, zuvor erschien 2006 das Album Ääniä yössä, das auf der europäischen Pandemie des 14. Jahrhunderts basiert; es war ausschließlich von Shatraug und Corvus komponiert, wobei Corvus sämtliche Texte schrieb, und ursprünglich als separates Projekt aufgenommen worden; der Titel Ääni yössä war für Shatraug die möglicherweise größte Herausforderung unter allen seinen Aufnahmen. Sie behielten die Aufnahmen zwei Jahre für sich, bis sie bemerkten, dass Horna musikalisch in eine ähnliche Richtung gehen würde. Statt das Album neu aufzunehmen, wurde es in dieser Form veröffentlicht. Die Illustrationen stammten von Benjamin Koenig, den Shatraug auf dem Misanthropic Violence kennengelernt hatte und später fragte, ob er das Cover malen wolle. Geplant war der 6. Juni 2006 als Erscheinungstermin, was aber durch Probleme mit den Artwork-Dateien und Fehler bei der endgültigen Pressung verhindert wurde. Im selben Jahr entschied Saturnus sich, die Band zu verlassen, blieb aber, bis er seine Parts für das Album Sanojesi äärelle eingespielt hatte die 2008 erschien.
Darauf verließ Corvus die Band und als neuer Sänger kam 2010 Spellgoth hinzu. Mit ihm wurden die Alben Askel Lähempänä Saatanaa (2013) und „Hengen Tulet“ (2015) veröffentlicht.

## Stil

### Musik
Der Stil von Horna entspricht grundsätzlich dem Black Metal der „zweiten Welle“, von dem die Band beeinflusst ist. Shatraug war durch die Entstehung des norwegischen Black Metal inspiriert und speziell die frühesten Emperor-Aufnahmen sprachen ihn an wie keine Musik zuvor. Zu Hornas ersten Einflüssen zählte auch die finnische Band Beherit. Die Riffs sind im Allgemeinen ziemlich simpel, allerdings hat die Band auch einen melodischen Einfluss, welcher sie vom ursprünglichen, primitiven Black Metal abspaltet.
Auf Hiidentorni und Kohti yhdeksän nousua war die Musik stark in den Stereotypen des Genres verhaftet; auf Kohti yhdeksän nousua konnte die Band sich laut Nordic Vision nicht „vom Gefühl der Normalität befreien“, das Album überlebe jedoch durch einen hohen Bass und auch „ein gewisses Niveau an guten Ideen“; der Synthesizer hätte ignoriert werden können, ihre „warme“ und „kräftige“ Musik sei jedoch besser als die der meisten neueren Bands; dennoch fehle ihr die Magie, und sie sei nur ein Prozent über dem Durchschnitt anzusiedeln. Laut Robert Müller vom Metal Hammer zeigten die Musiker auf Kohti yhdeksän nousua, „daß sie die Materie beherrschen. Flirrende Riffbögen, finsteres Gekreische und eine für das Extramaß Atmosphäre gerade hinreichend rohe und dumpfe Produktion machen die Platte gut genießbar, der hymnische Refrain von ‚White Aura Buried In Ashes‘ läßt derweil Großes für das schon aufgenommene zweite Album erwarten.“ 2011 bezeichnete er Horna mit dieser Veröffentlichung und Inquisition mit Into the Infernal Regions of the Ancient Cult als „zwei Black Metal-Bands, die in Zeiten des scheinbar anstehenden kommerziellen Triumphs für das Genre auf ihre Weise den Untergrund neu belebten – Kontroversen durchaus inbegriffen“. Auf dem ursprünglich nicht als Horna-Album konzipierten und daher stilistisch abweichenden Tonträger Ääniä yössä teilweise hypnotisch auf Sotahuuto stark an Bathory angelehnt mit Crust-Punk- und Thrash-Metal-Elementen. Müller sieht darin eine „Schnittmenge aus alten Darkthrone und neueren Shining“.

### Texte und Ideologie
Nach Shatraugs Angaben gegenüber MetalCast waren die Texte früher eher generisch und „hauptsächlich hasserfüllte Tiraden der Blasphemie“, die späteren Texte seien von seinem persönlichen Glauben und seiner Weltanschauung geprägt. In der Biographie auf ihrer früheren Seite gibt die Band eine textliche Entwicklung von einer primitiven Form von Teufelsanbetung in eine okkulte, obskure, atmosphärische und poetische Richtung nach der Art ihrer Emotionen, als Reflexion ihrer Glaubensinhalte und Passionen, an, auf ihrer Myspace-Seite eine Entwicklung von harschem antichristlichem Hass, Heidentum und Märchen hin zu ernsthafter Begeisterung für das Okkulte, die Mysterien der dunklen Seite und Satanismus, von jugendlichen Wutausbrüchen zu reifender innerer Erleuchtung. Die Aussagen zur Einstellung der Musiker zum Satanismus sind widersprüchlich: So meinte Shatraug gegenüber dem Infernal Fields ’zine, die Musiker seien als Personen wohl eher heidnisch, bezeichnete sich aber gleichzeitig als Satanisten. Wegen einiger Texte sprechen Personen wie Glaurung von Warloghe der Band ab, Black Metal zu spielen: „Well, when band sings about trolls and calls themselves Black Metal, I take that as an insult, as many of Horna’s lyrics depict faerytales and that’s not at ALL what Black Metal is about“. Shatraug räumt ein, dass Horna früher einige stupide Texte gehabt habe, und er habe nichts gegen Glaurungs Person oder Musik, allerdings stamme dessen Pseudonym vom Fantasy-Autor J. R. R. Tolkien.
Hin und wieder wird Horna als rechtsextreme Band bezeichnet. Gründe hierfür sind etwa die politische Einstellung des Ex-Mitglieds Nazgul und die Ausrichtung seines Projekts Satanic Warmaster, Äußerungen der Band und Splits mit Bands wie Legion of Doom und Blackdeath. So beschwerte Shatraug sich über Russen in Finnland, nannte als Einflüsse u. a. die rechtsextremen Bands Nokturnal Mortum und Temnozor und bekannte sich im Jahr 2001, noch bevor man sich von Nazgul trennte, offen zum Nationalsozialismus: „Ja, ich unterstütze ihn [den Nationalsozialismus, A.d.A.] und von Warmaster kann ich das gleiche sagen. Meiner Ansicht nach bedeutet der Nationalsozialismus, stolz auf sein eigenes Erbe und sein eigenes Land zu sein, an die Waffenbrüder zu glauben sowie an jene Werte zu glauben, die jeden fremden Einfluss oder Religion ausschließen.“ Außerdem gab er NS-Ideale als Teil von Hornas Ideologie an:

“Today we are more dedicated than ever before and as I’m basically the heart and soul of HORNA, our ideology has leaned towards Nietzsche, anti-humanity, torments, superstitions, witchcraft and even some NS ideals. I’m quite far from telling what the whole is in just one interview but you can make your own conclusions when reading my answers. Perhaps the best description is "Colere Chaos" - worship of chaos and ruin. . .”

„Heute sind wir engagierter als je zuvor und da ich grundsätzlich das Herz und die Seele von Horna bin, hat unsere Ideologie zu Nietzsche, Anti-Humanismus, Qualen, Aberglauben, Hexerei und sogar einigen NS-Idealen tendiert. Ich bin ziemlich weit davon entfernt, in nur einem Interview die Gesamtheit mitzuteilen, aber man kann seine eigenen Schlüsse ziehen, wenn man meine Antworten liest. Vielleicht ist die beste Beschreibung „Colère Chaos“ – Verehrung von Chaos und Ruinen …“

Später wies Shatraug „die Kategorisierung als NSBM zurück“; die Band sei nicht nationalsozialistisch, aber „bis zu einem gewissen Punkt nationalistisch“, und bezichtigte Nazgul, „‚der Nazi‘ in ihren Reihen gewesen zu sein“, und wies darauf hin, dass dieser nicht mehr Teil von Horna sei. Auf der offiziellen Homepage äußert sich die Band zu den Vorwürfen wie folgt: „Another lingering question is the accusations of being a political band. HORNA has never been and never to be a political band nor do any of the band lyrics have such content. We are satanist, heathen, BLACK METAL. What any ex-members might represent is not what we stand for. For once and all, may it be clear.“
Allerdings meinte Shatraug in einem 2006 geführten Interview (wenngleich im Zusammenhang mit seinen ersten Berührungen mit Black Metal): „Zurückblickend kann ich ehrlich sagen, dass sich an meinen Ansichten nicht viel geändert hat“. Darüber hinaus veröffentlichte er über sein Label Grievantee im selben Jahr die Doppel-LP Blooddrenched Memorial 1994–2002 der französischen NSBM-Band Kristallnacht und 2008 die LP-Version des Albums Shoax (ein Wortspiel mit Shoa und Hoax) der Band Hammer, in der der ehemalige Horna-Schlagzeuger Ravenum spielt; mit diesem und Vilheim von Sombre Chemin spielt er außerdem bei dem Projekt Blutschrei, dessen Texte nationalistische und rassistische Ideen transportieren.
Anfang 2010 wurden aufgrund massiven Drucks seitens linker Gruppierungen mehrere Konzerte Hornas in Deutschland und Österreich abgesagt. Shatraug bekundigte daraufhin abermals, dass Horna kein politischer Einschlag vorzuwerfen sei, und tat die Vorwürfe als reine Hetze ab.
Horna steht seit 2011 bei dem Label World Terror Committee, dessen Besitzer Sven „Unhold“ Zimper, der Gitarrist/Schlagzeuger der National-Socialist-Black-Metal-Band Absurd, ist, unter Vertrag.

## Diskografie
Demos
- 1995: Varjoissa (MC, Eigenvertrieb)
- 1997: Hiidentorni (MC, Noitatorni Tuotannot; CD, Solistitium Records; 12”-Vinyl, Blut & Eisen Productions)

Alben
- 1998: Kohti yhdeksän nousua (CD, Solistitium Records; LP, Blut & Eisen Productions; MC, Dread Records)
- 1999: Haudankylmyyden mailla (CD, Solistitium Records; 2xLP, Blut & Eisen Productions; MC, Dread Records)
- 2001: Sudentaival (CD, Woodcut Records; LP, Sombre Records)
- 2005: Envaatnags eflos solf esgantaavne (CD/FLAC, Woodcut Records; 2xLP, Blut & Eisen Productions; MC, Tanhu Records)
- 2006: Ääniä yössä (CD/LP, Debemur Morti Productions)
- 2007: Sotahuuto (CD, Grievantee Productions; LP, Deviant Records)
- 2008: Sanojesi äärelle (2xCD, Debemur Morti Productions; 2xLP, Deviant Records)
- 2013: Askel lähempänä saatanaa (CD/LP, W.T.C. Productions)
- 2015: Hengen tulet (CD/LP, W.T.C. Productions)
- 2020: Kuoleman kirjo (CD/2xLP, W.T.C. Productions)
- 2024: Nyx (Hymnejä yölle) (CD/LP/MC, W.T.C. Productions)

EPs
- 1999: Sota (7”-Vinyl, Sinister Productions)
- 1999: Perimä vihassa ja verikostossa (10”-Vinyl, Oskorei Productions; CD, Frostscald Records)
- 2002: Korpin hetki (7”-Vinyl, Apocalyptic Empire Records)
- 2002: Risti ja ruoska (7”-Vinyl, Ledo Takas Records)
- 2003: Viha ja viikate (10”-Vinyl, Obscure Abhorrence Productions; CD, Woodcut Records)
- 2003: Talismaani (7”-Vinyl, Sonic Supernova; MC, Tanhu Records)
- 2004: Vuohipaimen (7”-Vinyl, Obscure Abhorrence Productions; MC, Tanhu Records)
- 2007: Pimeyden hehku (CD, Debemur Morti Productions; LP, Deviant Records)
- 2009: Herran edessä – 15 vuotta (7”-Vinyl, Deviant Records)
- 2011: Adventus satanae (7”-Vinyl, W.T.C. Productions)
- 2018: Kuolleiden kuu (CD/12”-Vinyl, W.T.C. Productions)

Split-Veröffentlichungen
- 1999: Horna/Fog (Split mit Fog, 7”-Vinyl, Dark Horizon Records)
- 2000: Horna/Musta Surma (Split mit Musta Surma, 7”-Vinyl, End All Life Productions)
- 2003: Orjaroihu / The Reign Of Desolation (Split-EP mit Desolation Triumphalis, 7”-Vinyl, D.U.K.E.)
- 2003: Tästä alkavat minun vuoteni/Live Invocations (Split-EP mit Ouroboros, 7”-Vinyl, Bleeding Pool Horde)
- 2003: Juuret / Lidande Upphöjt Till Två (Split-EP mit Woods of Infinity, 7”-Vinyl, Klaxon)
- 2004: Horna/Behexen (Split-EP mit Behexen, 12”-Vinyl, Grievantee Productions)
- 2005: Horna/Blackdeath (Split mit Blacdeath, 7”-Vinyl, From Beyond Productions)
- 2005: Goatfucking Gent / Vivicomburium (Live-Split mit Kerberos, 12”-Vinyl, Obscure Abhorrence Productions)
- 2005: Unohdetut kasvot, unohdettu ääni / Un sogno oscuro (Split mit Tenebrae in Perpetuum, 7”-Vinyl, Debemur Morti Productions)
- 2005: Vihan vuodet (Split mit Musta Surma, CD, Grievantee Productions)
- 2006: Ilman arvoa ja arkkua / Κιναιδος (Split mit Legion of Doom, 7”-Vinyl, Zyklon-B Productions)
- 2006: Horna/Sacrificia Mortuorum (Split-EP mit Sacrificia Mortuorum, 12”-Vinyl, Debemur Morti Productions)
- 2007: Horna/Peste Noire (Split mit Peste Noire, 7”-Vinyl, Debemur Morti Productions)
- 2009: Horna/Nefarious (Split mit Nefarious, 7”-Vinyl, Turanian Honour Productions)
- 2014: Horna / Den Saakaldte (Split mit Den Saakaldte, 7”-Vinyl, Blut & Eisen Productions)
- 2014: Demonic Christ / Horna (Split mit Demonic Christ, 7”-Vinyl, Hammer of Hate Records)
- 2015: Atavistic Resurgence (Split-EP mit Acherontas, CD, W.T.C. Productions)
- 2018: Horna / Pure (Split mit Pure, FLAC, W.T.C. Productions)
- 2024: Horna / Obscure Anachronism (Split LP mit Obscure Anachronism, W.T.C. Productions)

Kompilationen
- 2000: Horna (2xCD, Woodcut Records)
- 2005: Ordo regnum Sathanas (MC, Adversary Productions)
- 2006: Kun synkkä ikuisuus avautuu (MC, Northern Sky Productions; 12”-Vinyl, Deviant Records; CD, Frostscald Records)
- 2009: Musta kaipuu (CD, Debemur Morti Productions)
- 2018: Kasteessa kirottu (CD, Zero Dimensional Records; LP, W.T.C. Productions)

Konzertaufnahmen
- 2004: Black Metal Warfare – Goat Guts over Hengelo (MC, Deviant-Records)
- 2010: Vihan tiellä (CD, Frostscald Records)
- 2016: Live Armageddon 1999–2000 (MP4, Eigenvertrieb)